# Cupa României 1995/96
Der Cupa României in der Saison 1995/96 war das 58. Turnier um den rumänischen Fußballpokal. Sieger wurde zum 19. Mal Steaua Bukarest, das sich im Finale am 28. April 1996 gegen Gloria Bistrița durchsetzen konnte. Da Steaua auch die Meisterschaft für sich entscheiden konnte, qualifizierte sich Gloria für den Europapokal der Pokalsieger. Titelverteidiger Petrolul Ploiești war im Viertelfinale ausgeschieden.

## Modus
Die Klubs der Divizia A stiegen erst in der Runde der letzten 32 Mannschaften ein. Ab dem Achtelfinale fanden alle Spiele – abgesehen vom Finale, das traditionell in Bukarest ausgetragen wurde – auf neutralem Platz statt. Es wurde jeweils nur eine Partie ausgetragen. Stand diese nach 90 Minuten unentschieden, folgte eine Verlängerung von 30 Minuten. Falls danach noch immer keine Entscheidung gefallen war, wurde die Entscheidung im Elfmeterschießen herbeigeführt.

## Sechzehntelfinale
| Datum             |                          | Ergebnis              |                          |
| ----------------- | ------------------------ | --------------------- | ------------------------ |
| 16. Dezember 1995 | Petrolistul Boldești     | 0:3                   | Steaua Bukarest          |
|                   | FC Brașov                | 0:1                   | FC Farul Constanța       |
|                   | Tractorul Brașov         | 1:2                   | FC Inter Sibiu           |
|                   | Danubiana Bukarest       | 5:1                   | FC Politehnica Timișoara |
|                   | Dunărea Călărași         | 1:3                   | FC Național Bukarest     |
|                   | Gloria IRIS Cornești     | 0:1                   | Gloria Bistrița          |
|                   | Petrolul Drăgășani       | 1:3                   | Oțelul Galați            |
|                   | Foresta Fălticeni        | 1:1 n. V. (5:3 i. E.) | Rapid Bukarest           |
|                   | Gaz Metan Mediaș         | 4:3 n. V.             | Ceahlăul Piatra Neamț    |
|                   | Petrolul Ploiești        | 4:1                   | Universitatea Cluj       |
|                   | CSM Reșița               | 0:1                   | Dinamo Bukarest          |
|                   | Petrolul Stoina          | 1:1 n. V. (6:5 i. E.) | AS Bacău                 |
|                   | CFR Timișoara            | 2:3                   | Sportul Studențesc       |
|                   | AS Armata Târgu Mureș    | 2:0                   | Politehnica Iași         |
|                   | Sportul Municipal Vaslui | 1:3                   | FC Argeș Pitești         |
|                   | Armatura Zalău           | 0:0 n. V. (5:3 i. E.) | Universitatea Craiova    |

## Achtelfinale
| Datum             |                      | Ergebnis |                       | Ort         |
| ----------------- | -------------------- | -------- | --------------------- | ----------- |
| 20. Dezember 1995 | Petrolul Ploiești    | 2:1      | Foresta Fălticeni     | Brăila      |
|                   | Dinamo Bukarest      | 1:0      | Gaz Metan Mediaș      | Brașov      |
|                   | FC Național Bukarest | 2:0      | AS Armata Târgu Mureș | Brașov      |
|                   | FC Farul Constanța   | 1:0      | Oțelul Galați         | Bukarest    |
|                   | Gloria Bistrița      | 3:1      | Armatura Zalău        | Dej         |
|                   | Steaua Bukarest      | 3:0      | Petrolul Stoina       | Pitești     |
|                   | FC Argeș Pitești     | 1:0      | Danubiana Bukarest    | Târgoviște  |
|                   | FC Inter Sibiu       | 2:0      | Sportul Studențesc    | Târgu Mureș |

## Viertelfinale
| Datum         |                      | Ergebnis              |                    | Ort            |
| ------------- | -------------------- | --------------------- | ------------------ | -------------- |
| 13. März 1996 | Gloria Bistrița      | 2:1                   | FC Farul Constanța | Brașov         |
|               | Steaua Bukarest      | 1:0                   | Dinamo Bukarest    | Bukarest       |
|               | FC Național Bukarest | 1:1 n. V. (3:1 i. E.) | Petrolul Ploiești  | Pitești        |
|               | FC Inter Sibiu       | 1:1 n. V. (4:3 i. E.) | FC Argeș Pitești   | Râmnicu Vâlcea |

## Halbfinale
| Datum         |                 | Ergebnis |                      | Ort     |
| ------------- | --------------- | -------- | -------------------- | ------- |
| 3. April 1996 | Gloria Bistrița | 2:0      | FC Național Bukarest | Brașov  |
|               | Steaua Bukarest | 4:1      | FC Inter Sibiu       | Pitești |

## Finale
| Paarung         | Steaua Bukarest – Gloria Bistrița |
| Ergebnis        | 3:1 (0:1) |
| Datum           | 28. April 1996 |
| Stadion         | Nationalstadion, Bukarest |
| Zuschauer       | 25.000 |
| Schiedsrichter  | Adrian Porumboiu (Vaslui) |
| Tore            | 0:1 Ioan Miszti (44.) 1:1 Sabin Ilie (59.) 2:1 Bogdan Bucur (77.) 3:1 Constantin Gâlca (89.) |
| Steaua Bukarest | Bogdan Stelea, Tiberiu Csik (52. Sabin Ilie), Daniel Prodan, Anton Doboș, Ionel Pârvu, Iulian Filipescu, Constantin Gâlcă, Narcis Răducan (70. Bogdan Bucur), Laurențiu Roșu (56. Roland Nagy), Marius Lăcătuș, Ion Vlădoiu Cheftrainer: Dumitru Dumitriu        |
| Gloria Bistrița | Costel Câmpeanu, Ioan Miszti, Gabriel Cristea, Simion Mironaș, Valer Săsărman (79. Dumitru Halostă), Emil Dancuș, Eugen Voica (59. Marian Năstase), Dorel Purdea, Daniel Iftodi (81. Marius Răduță), Ilie Lazăr, Dănuț Matei Cheftrainer: Remus Vlad, Ion Balaur |